# Drumontiana lacordairei
Drumontiana lacordairei är en skalbaggsart som först beskrevs av Semenov 1927.  Drumontiana lacordairei ingår i släktet Drumontiana och familjen långhorningar.
Artens utbredningsområde är Tibet. Inga underarter finns listade i Catalogue of Life.